# Bactra cultellana
Bactra cultellana es una especie de polilla del género Bactra, categorizada en la tribu Olethreutini, de la subfamilia Olethreutinae.

## Distribución
Se distribuye por Colombia.

## Taxonomía
Fue descrita por Zeller en 1877 y publicada en (Bactra), Horae Soc. ent. Ross. 13: 143.